# Anopsicus quietus
Anopsicus quietus là một loài nhện trong họ Pholcidae. Loài này được phát hiện ở Guatemala.